# Pedro (notário)
Pedro (em latim: Petrus) foi um oficial romano do século V. Possivelmente um tribuno e notário, em 473 levou uma carta introdutória de Sidônio Apolinário para Auspício de Toul.